# San Romano (Pisa)
San Romano è un centro abitato della provincia di Pisa, formato dalle due omonime e contigue frazioni del comune di Montopoli in Val d'Arno e di quello di San Miniato.
La località è nota per il Santuario della Madonna di San Romano che si trova nella parte più alta dell'abitato. È inoltre ricordata per essere lo scenario della Battaglia di San Romano, famoso trittico di Paolo Uccello raffigurante lo scontro avvenuto nel 1432 tra le truppe fiorentine e senesi. Le tre parti risultanti dallo smembramento del trittico sono oggi esposte alla National Gallery di Londra, agli Uffizi di Firenze ed al Louvre di Parigi.

## Geografia fisica
L'abitato sorge sul crinale, lungo i declivi e ai piedi dei rilievi collinari che si elevano sulla riva sinistra dell'Arno, nel tratto compreso tra gli abitati di Santa Croce sull'Arno e Castelfranco di Sotto (situati sull'altra riva). Dalla parte opposta rispetto alla valle dell'Arno i rilievi collinari di San Romano declinano verso  un valloncello che era un tempo solcato da un minuscolo rio chiamato "Vàghera" e che è oggi quasi interamente occupato dal tracciato della strada di grande comunicazione Firenze-Pisa-Livorno.

## Storia
Il paese sorge intorno al castello di origine medioevale che aveva preso il nome dalla sua chiesa, intitolata a San Romano e a San Matteo (situata in zona Casotti e oggi distrutta), la quale era compresa, durante il Medioevo, nel pievanato di Fabbrica a Cigoli e sottoposta alla diocesi di Lucca.
Come gli altri castelli del territorio fu oggetto di contesa tra pisani e lucchesi e venne sottomesso dall'esercito fiorentino agli inizi del XV secolo in seguito alla Battaglia di San Romano (1432).  Il suo nome rimarrà comunque indissolubilmente legato al celeberrimo dipinto di Paolo Uccello dedicato a tale evento bellico.
Nel 1839 l'abitato di San Romano, pur già diviso in due tra i comuni di Montopoli e San Miniato, fu eretto in parrocchia autonoma intorno al santuario della Madonna edificato agli inizio del XVI secolo (cfr. sotto). Nel 1830, la parrocchia contava precisamente 1 170 abitanti, 717 dei quali facenti capo a Montopoli e gli altri a San Miniato.

## Monumenti e luoghi d'interesse

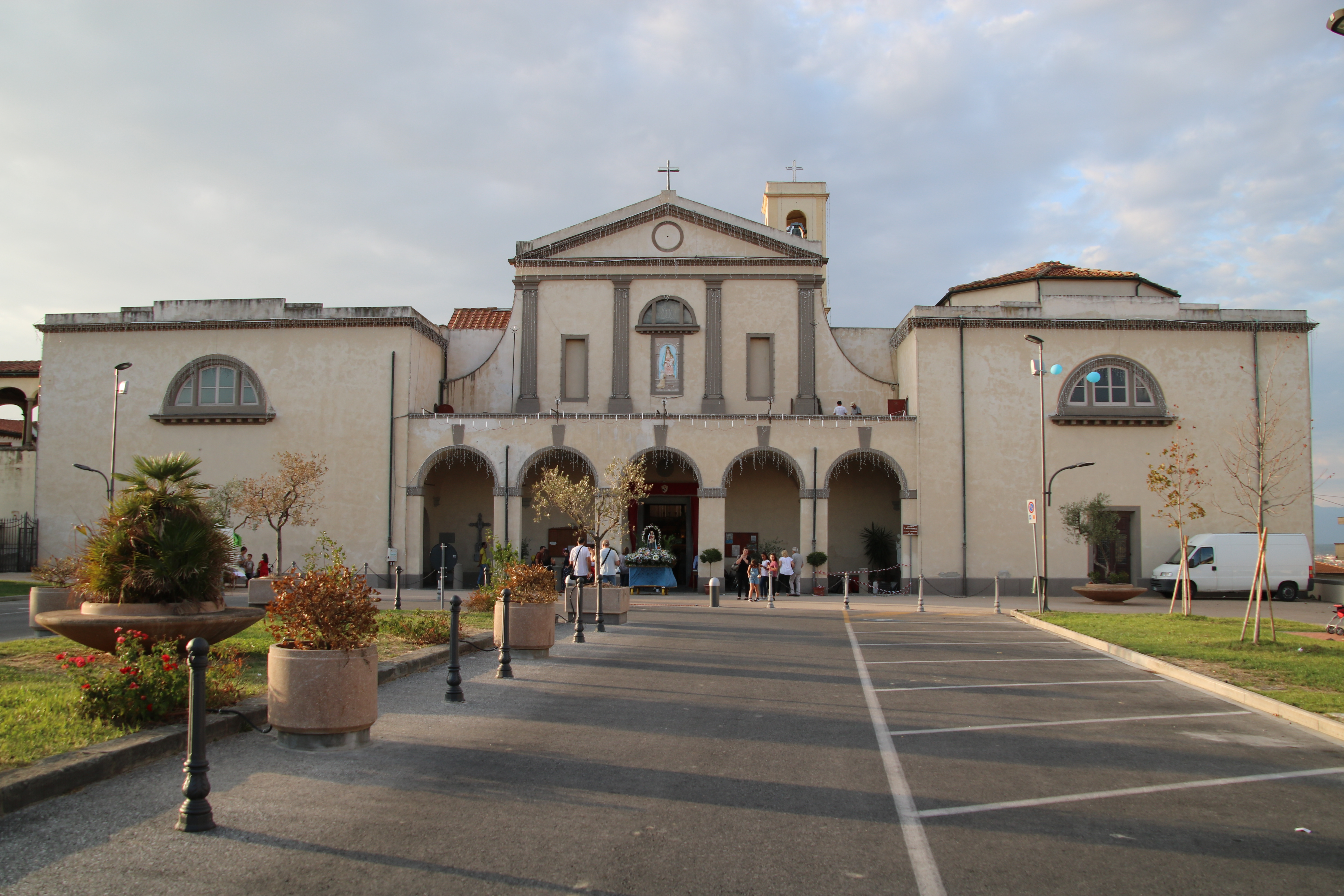
Santuario della Madonna di San Romano

### Santuario della Madonna di San Romano
Il santuario della Madonna di San Romano fu costruito fra il 1515 e il 1519 con contributi del comune come ampliamento di una cappella detta di Santa Maria di Valiano, esistente almeno dal 731, contenente un'immagine della Vergine ritenuta miracolosa a seguito di alcuni prodigi avvenuti nel 1513. A partire dal 1517 la nuova chiesa fu affidata ai frati minori osservanti che ne svilupparono l'edificazione almeno fino al 1584. I lavori di abbellimento del complesso ecclesiastico non conobbero comunque soste, tant'è che nel XVII secolo fu riccamente adornata la cappella di San Paolo, nel susseguente fu costruito il coro ligneo mentre le pareti furono coperte dagli affreschi e da grandi tele dal pittore Anton Domenico Bamberini. Di tutto questo non esiste però quasi più traccia a causa dei danni bellici del luglio 1944, che tra l'altro distrussero il campanile del 1532.
Il santuario è esternamente dotato di una facciata articolata in una struttura centrale anticipata da un portico a sei arcate, affiancato da due avancorpi in muratura intonacata illuminati da finestre a lunetta. Sulla sinistra si apre inoltre un bel chiostro con archi retti da colonne tuscaniche e una interessante vera da pozzo. L'interno è una navata, con sei cappelle laterali - tre per parte - inquadrate da cornici in pietra scolpite e dotate di tele dipinte. Sulla destra si accede alla cappella della Madonna, contenente l'immagine ritenuta miracolosa. La cappella attuale a pianta rettangolare voltata da una grande cupola a lacunari, fu costruita dal 1817 al 1837 su disegni dell'architetto Pasquale Poccianti, rimasti in parte irrealizzati, la cui attuazione comportarono la totale distruzione del precedente ricetto, edificato con tutta probabilità alla fine del XVI secolo grazie ad un lascito testamentario di Eleonora di Toledo. La decorazione in stucco della cappella furono realizzate dallo scultore Emilio Santarelli, benché siano state ben presto restaurate nel corso di alcuni lavori di consolidamento della cappella diretti da Giuseppe Poggi, conclusisi nel 1872. L'altare marmoreo, con un tabernacolo contenente l'immagine della Madonna, fu costruito nel 1891 da Amalia Dupré, mentre le quattro statue di gesso entro nicchie furono qui collocate nel 1900. Purtroppo occorre anche qui segnalare comunque come i gravi danni arrecati dall'ultima guerra abbiano in gran parte modificato la conformazione originaria degli arredi della cappella.

### Torre Giulia
La Torre Giulia fu edificata nel 1391 da Giovanni Acuto su un sistema difensivo preesistente, attestato almeno a partire dal 1313, quando si ha notizia della devastazione di una torre a San Romano per opera dei ghibellini. Fu poi ristrutturata nel 1431-32 da Neri Capponi a difesa delle incursioni di Niccolò Piccinino. Rovinata ancora dalle armate di Carlo V, fu di nuovo ricostruita nel 1536. Perduta ogni funzione bellica, successivamente la torre divenne proprietà dei Molinelli che la inglobarono in una villa, e da questi passò ai Capponi che, nel 1777, arricchirono e ampliarono l'intero complesso. Dal Capponi la Villa passò successivamente ai Guazzesi, ai Mori Ubaldini e, nel 1860 ai Ridolfi, che promossero vari lavori di abbellimento, culminati nel rialzamento della torre e nell'allestimento di una parte della proprietà della villa a parco. A giudicare da una foto d'epoca la villa aveva un severo assetto parallelepipedo su base a scarpa, aperto per. sul lato verso il parco da un portico a cinque arcate, mentre la torre, addossata ad un lato della villa ma svettante sui tetti, era conclusa da una fila di merli. Nel corso dell'ultimo conflitto bellico il complesso fu minato dai tedeschi l'11 luglio 1944, sì che ne sopravvive solo qualche rudere e la parte basamentale della torre.

## Società

### Tradizioni e folclore
A San Romano è radicata la tradizione del presepe d'arte dal 1922, quando annualmente veniva allestito in una cappella laterale della chiesa. Dal 1995 il presepio viene realizzato all'esterno, prima nel giardino e poi nel chiostro, diventando sempre più grande e minuzioso nei suoi particolari, fino a diventare una vera tradizione. Occorrono oltre due mesi di preparazione e misura 300 metri quadri di esposizione.

## Geografia antropica
San Romano è comunemente divisa in alcune località minori: San Romano alto, San Romano basso (o Le Buche), Angelica, Casotti (corrispondente al nucleo centrale della frazione del comune di San Miniato), Poggiosole, Lungarno, Villaggio Marconcini.

## Infrastrutture e trasporti
A San Romano è presente la stazione ferroviaria di San Romano-Montopoli-Santa Croce lungo la linea ferroviaria Leopolda.
Inoltre il paese è attraversato, lungo tutta la parte alta dell'abitato, dalla strada statale 67 Tosco Romagnola.

## Sport

### Calcio
La squadra di calcio del paese è l'USD Sanromanese Valdarno, la quale milita nel campionato regionale di prima categoria. I suoi colori sociali sono il giallo e il blu ed i suoi giocatori vengono chiamati anche "canarini". Gioca le partite di casa nel campo sportivo "Piero Bagnoli", costruito alla fine degli anni novanta.
Fondata nel 1945 da Nello Baldacci, ha sempre giocato nelle categorie regionali. Nella stagione 1961/62, raggiunge il risultato più alto della sua storia arrivando quarto nella Prima Categoria Toscana (il quinto livello del campionato italiano di calcio e massimo livello regionale, l'attuale Eccellenza). Nella successiva stagione 1962/63 raggiunge la salvezza classificandosi undicesima, così come nella stagione 1963/64 classificandosi dodicesima. Nella stagione 1964/65 invece, con una stagione disastrosa purtroppo retrocede: ultima posizione con solo 2 vittorie su 30 partite ed 11 punti in classifica. Si alterneranno quasi vent'anni di serie minori fino agli anni 80, quando nella stagione 1979/80 ottiene la promozione nel campionato di Promozione Toscana (sesto livello del campionato italiano di calcio e massimo livello regionale). Nella stagione 1981-1982 si salverà classificandosi quattordicesima, ma nella stagione successiva 1982-1983 la medesima posizione non consentirà la salvezza a causa di una differenza reti sfavorevole di un solo gol. Dagli anni 80 ad oggi la Sanromanese ha sempre militato nei campionati di prima, seconda o terza categoria toscana.